# Elena Maróthy-Šoltésová
Elena Maróthy-Šoltésová (Krupina, 6 de janeiro de 1855 — Martin, 11 de fevereiro de 1939) foi uma editora e escritora da Eslováquia. É uma das proeminentes do movimento feminino do país.
Filha do reverendo Daniel Maróthy e Karoline Hudecová, nasceu em Krupina e foi educada e Lučenec. Sua mãe morreu quando ainda era jovem. Tornou-se membro de um comitê em favor da sociedade de mulheres de Živena, no ano de 1880 e liderou a organização de 1894 a 1927. De 1912 a 1922, co-fundou e editou a revista Živena.  Maróthy ajudou a estabelecer o ensino superior para mulheres em seu país, incluindo o Milan Rastislav Štefánik Institute.
Em 1875, casou-se com o mercador Ľudovít Michal Šoltés. A união originou dois filhos, mas sua filha morreu aos 53 anos e seu filho aos 33 anos de idade. Morreu em 11 de fevereiro de 1939, aos 84 anos, no distrito de Martin.

## Obras
- Proti prúdu, romance (1894)
- Moje deti', diário (1923-24)
- Sedemdesiat rokov života, autobiografia (1925)
- Pohľady na literatúru, redações (1958)